# Седрік Суареш
Седрік Суареш (порт. Cédric Soares, нар. 31 серпня 1991, Зінген, Німеччина) — португальський футболіст, правий захисник клубу «Арсенал» та збірної Португалії.
Переможець Чемпіонату Європи 2016 у складі збірної Португалії.

## Клубна кар'єра
Народився в сім'ї португальських іммігрантів. Коли Седріку було 2 роки, сім'я повернулася на історичну батьківщину, де він 1999 року у вісім років прийшов у молодіжну команду «Спортінга».
Дорослу футбольну кар'єру розпочав 2010 року в основній команді того ж клубу, в якій протягом сезону взяв участь лише у 2 матчах чемпіонату.
У сезоні 2011/12 відправився в оренду в «Академіку», де регулярно виходив у стартовому складі і зіграв 90 хвилин у переможному для клубу фіналі Кубка Португалії.
2012 року, повернувшись у Лісабон, Седрік став стабільно грати в стартовому складі при кількох тренерах. 31 травня 2015 року у фіналі Кубка Португалії отримав червону картку на 14 хвилині за фол проти гравця «Браги» Джавана, але в підсумку «Спортінг» переміг.
18 червня 2015 року перейшов у англійський «Саутгемптон», уклавши чотирирічний контракт., сума трансферу склала 6.5 мільйонів євро. Дебютував за нову команду 30 липня 2015 року в матчі третього кваліфікаційного раунду Ліги Європи проти нідерландського клубу «Вітесс».. Наразі встиг відіграти за клуб з Саутгемптона 86 матчів у національному чемпіонаті.

## Виступи за збірні
2006 року дебютував у складі юнацької збірної Португалії, разом з якою був учасником юнацького Євро-2010. На турнірі португальці зайняли 3-тє місце і не вийшли в плей-оф, проте цей результат дозволив їм кваліфікуватись на молодіжний чемпіонат світу у наступному році, де португальці разом з Седріком дійшли аж до фіналу. Всього взяв участь у 72 іграх на юнацькому та молодіжному рівні, відзначившись одним забитим голом.
11 жовтня 2014 року дебютував в офіційних матчах у складі національної збірної Португалії в товариському матчі проти збірної Франції (1:2)..
У складі збірної був учасником чемпіонату Європи 2016 року у Франції, на якому португальці здобули перший у своїй історії титул континентальних чемпіонів. Розпочинав турнір як резервний захисник, проте на стадії плей-оф вже саме йому тренерський штаб довіряв місце у стартовому складі. Взяв участь у чотирьох з семи ігор своєї команди на Євро-2016, у тому числі повністю провів на полі фінальну гру проти господарів змагання.
Наразі провів у формі головної команди країни 25 матчів, забив один гол.
| Дата       | Місто        | Господарі  | Результат               | Гості             | Турнір                | Голи | Примітки            |
| ---------- | ------------ | ---------- | ----------------------- | ----------------- | --------------------- | ---- | ------------------- |
| 11-10-2014 | Сен-Дені     | Франція    | 2 – 1                   | Португалія        | товариський матч      | -    |                     |
| 14-10-2014 | Копенгаген   | Данія      | 0 – 1                   | Португалія        | Відбір до ЧЄ 2016     | -    |                     |
| 31-3-2015  | Ештуріл      | Португалія | 0 – 2                   | Кабо-Верде        | товариський матч      | -    |                     |
| 16-6-2015  | Женева       | Італія     | 0 – 1                   | Португалія        | товариський матч      | -    | 46'                 |
| 4-9-2015   | Лісабон      | Португалія | 0 – 1                   | Франція           | товариський матч      | -    | 61'                 |
| 7-9-2015   | Ельбасан     | Албанія    | 0 – 1                   | Португалія        | Відбір до ЧЄ 2016     | -    | 54'                 |
| 8-10-2015  | Брага        | Португалія | 1 – 0                   | Данія             | Відбір до ЧЄ 2016     | -    |                     |
| 14-11-2015 | Краснодар    | Росія      | 1 – 0                   | Португалія        | товариський матч      | -    |                     |
| 29-3-2016  | Лейрія       | Португалія | 2 – 1                   | Бельгія           | товариський матч      | -    | 46'                 |
| 29-5-2016  | Порту        | Португалія | 3 – 0                   | Норвегія          | товариський матч      | -    |                     |
| 8-6-2016   | Лісабон      | Португалія | 7 – 0                   | Естонія           | товариський матч      | -    | 46'                 |
| 25-6-2016  | Ланс         | Хорватія   | 0 – 1 д.ч.              | Португалія        | ЧЄ 2016 - 1/8 фіналу  | -    |                     |
| 30-6-2016  | Марсель      | Польща     | 1 – 1 д.ч. (3 - 5 п.п.) | Португалія        | ЧЄ 2016 - чвертьфінал | -    |                     |
| 6-7-2016   | Десін-Шарп'є | Португалія | 2 – 0                   | Уельс             | ЧЄ 2016 - півфінал    | -    | 86'                 |
| 10-7-2016  | Сен-Дені     | Португалія | 1 – 0                   | Франція           | ЧЄ 2016 - Фінал       | -    | Чемпіони Європи 34' |
| 6-9-2016   | Базель       | Швейцарія  | 2 – 0                   | Португалія        | Відбір до ЧС 2018     | -    |                     |
| 25-3-2017  | Лісабон      | Португалія | 3 – 0                   | Угорщина          | Відбір до ЧС 2018     | -    |                     |
| 3-6-2017   | Ештуріл      | Португалія | 4 – 0                   | Кіпр              | товариський матч      | -    | 67'                 |
| 9-6-2017   | Рига         | Латвія     | 0 – 3                   | Португалія        | Відбір до ЧС 2018     | -    | 71'                 |
| 18-6-2017  | Казань       | Португалія | 2 – 2                   | Мексика           | Кубок Конфедерацій    | 1    |                     |
| 21-6-2017  | Москва       | Росія      | 0 – 1                   | Португалія        | Кубок Конфедерацій    | -    |                     |
| 31-8-2017  | Порту        | Португалія | 5 – 1                   | Фарерські острови | Відбір до ЧС 2018     | -    | 14'                 |
| 3-9-2017   | Будапешт     | Угорщина   | 0 – 1                   | Португалія        | Відбір до ЧС 2018     | -    |                     |
| 10-10-2017 | Лісабон      | Португалія | 2 – 0                   | Швейцарія         | Відбір до ЧС 2018     | -    |                     |
| 23-3-2018  | Цюрих        | Португалія | 2 – 1                   | Єгипет            | товариський матч      | -    |                     |
| Усього     |              | Матчів     | 25                      |                   | Голів                 | 1    |                     |

## Досягнення
«Академіка»
- Володар Кубка Португалії: 2011-12

«Спортінг»
- Володар Кубка Португалії: 2014-15

«Арсенал»
- Володар Суперкубка Англії: 2020

Збірна Португалії
- Чемпіон Європи: 2016